# Референдум в Исландии (1908)
Референдум о запрете алкоголя был проведен в Исландии 10 сентября 1908 года одновременно с парламентскими выборами. На первом референдуме, проведённом в стране, избирателей спросили, одобряют ли они запрет на импорт алкоголя. Он был одобрен 60,1 % избирателей, но позже отменён на втором референдуме в 1933 году.
На основании этого референдума парламент Исландии в 1909 году проголосовал за прекращение импорта всех алкогольных напитков, однако введён закон был лишь в 1915 году. Полный запрет действовал всего семь лет, с 1915 по 1922 год. Позже в парламенте возникла дискуссия по поводу потребления нелегальных алкогольных напитков домашнего приготовления. После семилетнего запрета закон был изменён в результате экономического давления со стороны Испании, которая потребовала, чтобы Исландия возобновила импорт испанского вина в обмен на продолжение Испанией импорта исландской рыбы. В итоге исландский парламент согласился исключить вино из запрета.

## Результаты
| За            | За    | Против        | Против | Недействительные бюллетени | Всего проголосовало | Зарегистрировано голосующих | Явка избирателей (%) | Результат |
| Проголосовало | %     | Проголосовало | %      | Недействительные бюллетени | Всего проголосовало | Зарегистрировано голосующих | Явка избирателей (%) | Результат |
| ------------- | ----- | ------------- | ------ | -------------------------- | ------------------- | --------------------------- | -------------------- | --------- |
| 4 850         | 59,35 | 3 218         | 40,65  | 640                        | 8 728               | 11 726                      | 74,43                | Утверждён |
| Источник:     |       |               |        |                            |                     |                             |                      |           |